# جون راسيل (سياسي أمريكي)
جون راسيل (بالإنجليزية: John Russell)‏ هو داعية وسياسي أمريكي، ولد في 1822، وتوفي في 1912. حزبياً، نشط في حزب المنع.